# Ауачапан (департамент)
Ауачапа́н (исп. Ahuachapán) — один из 14 департаментов Сальвадора. Находится в крайней западной части страны. Граничит с департаментами Санта-Ана, Сонсонате и государством Гватемала. На юге омывается Тихим океаном. Административный центр — город Ауачапан.
Образован 9 февраля 1869 года.
Площадь — 1240 км².
Население — 319 503 чел. (2007).
Губернатор департамента — предприниматель Эдгар Маурицио Пердомо, назначенный на должность в июле 2009 года.

## Муниципалитеты
1. Апанека
2. Атикисая
3. Ауачапан
4. Гуайманго
5. Консепсьон-де-Атако
6. Сан-Лоренсо
7. Сан-Педро-Пухтла
8. Сан-Франсиско-Менендес
9. Такуба
10. Турин
11. Хухутла
12. Эль-Рефугио